# Nanjikottai
Nanjikottai è una suddivisione dell'India, classificata come town panchayat, di 21.898 abitanti, situata nel distretto di Thanjavur, nello stato federato del Tamil Nadu. In base al numero di abitanti la città rientra nella classe III (da 20.000 a 49.999 persone).

## Geografia fisica
La città è situata a 10° 44' 43 N e 79° 07' 44 E.

## Società

### Evoluzione demografica
Al censimento del 2001 la popolazione di Nanjikottai assommava a 21.898 persone, delle quali 10.881 maschi e 11.017 femmine. I bambini di età inferiore o uguale ai sei anni assommavano a 2.001, dei quali 1.019 maschi e 982 femmine. Infine, coloro che erano in grado di saper almeno leggere e scrivere erano 17.652, dei quali 9.307 maschi e 8.345 femmine.